# Soviet des nationalités
 (mai 2025).
Si vous disposez d'ouvrages ou d'articles de référence ou si vous connaissez des sites web de qualité traitant du thème abordé ici, merci de compléter l'article en donnant les références utiles à sa vérifiabilité et en les liant à la section « Notes et références ».
Le Soviet des nationalités était l'une des deux assemblées législatives avec le Soviet de l'Union qui constituaient le Soviet suprême en URSS. Elle représentait les intérêts des différentes républiques sur la base de : 25 députés pour chaque république soviétique, 11 pour chaque république autonome, cinq pour chaque région autonome, et un pour chaque oblast.
Dès les débuts de l'Union soviétique, en 1926, le Présidium du Soviet des nationalités, qui relève alors du Comité exécutif central de l'URSS, est chargé, avec des ethnographes et des linguistes de l'Académie des sciences ainsi que la Direction centrale de la statistique, de définir la liste des différentes nationalités de l'Union aux fins de recensement. La première liste comporte 190 nationalités mais elle est contestée par certaines républiques soviétiques, dont la Géorgie, ce qui amène une réduction du nombre des dénominations. En 1938, Staline lui-même décide que chaque nationalité doit être rattachée à un territoire précis (par exemple une république autonome) : il en résulte une nouvelle réduction du nombre de dénominations à 120, le double de ce qu'il avait initialement indiqué.
Jusqu'en 1989, le Soviet des nationalités est élu au suffrage direct. En 1989, il est élu par le Congrès des députés du peuple d'Union soviétique. En octobre 1991, il est remplacé par un Soviet des républiques, désigné par les délégations des républiques soviétiques.

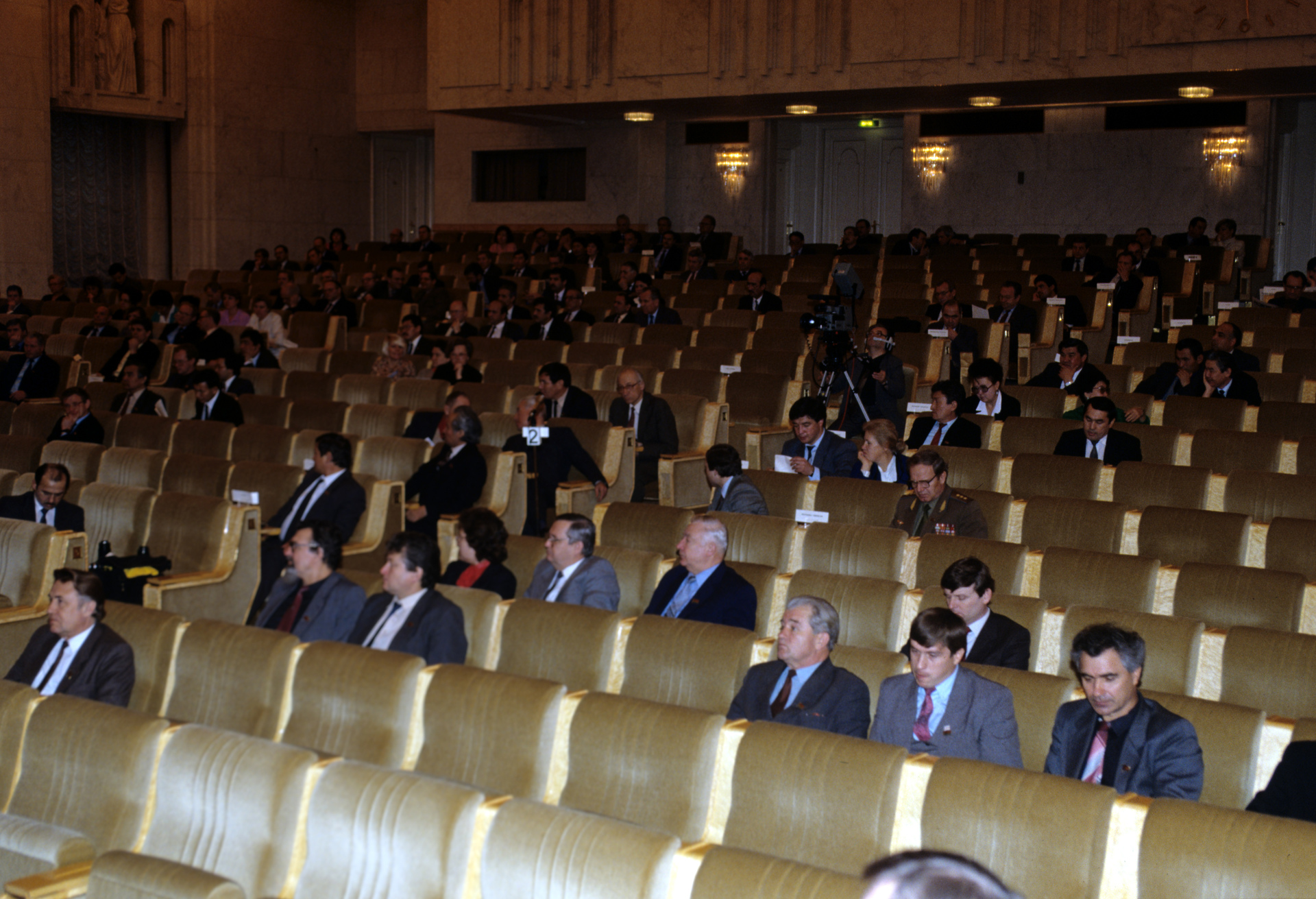
Ultime session du conseil des nationalités du Soviet suprême de l'URSS. Photo prise le 24 décembre 1991, à la veille de la chute de l'Union soviétique.

## Présidents
- 1938-1946 : Nikolaï Chvernik
- 1946-1950 : Vassili Kouznetsov
- 1950-1954 : Zhumabay Shayakhmetov (en)
- 1954-1958 : Vilis Lācis
- 1958-1966 : Jānis Peive (en)
- 1966-1970 : Justas Paleckis
- 1970-1974 : Yodgor Nasriddinova
- 1974-1984 : Vitālijs Rubenis (en)
- 1984-1989 : Augusts Voss (en)
- 1989-1991 : Rafiq Nishonov (en)